# Pietro Francesco Contarini
Pietro Francesco Contarini (* 1502 in Venedig; † 25. Dezember 1555 ebendort) war am Ende seines Lebens rund 15 Monate lang Patriarch von Venedig. Hochgebildet hatte er erst im Alter von 45 Jahren, wie es in Venedigs Adel üblich war, eine Reihe von staatlichen Ämtern übernommen.

## Leben
Pietro Francesco Contarini wurde vermutlich 1502 in Venedig als dritter Sohn des Taddeo di Nicolò, der dem Zweig der Contarini dai SS. Apostoli entstammte, und der Maria Vendramin di Leonardo geboren. Seine Brüder waren Gianandrea, Girolamo und Dario; sie übernahmen, wie Pietro Francesco, keine staatlichen Ämter. Außerdem hatte er eine Schwester namens Isabella, die 1522 Marco da Molin di Alvise heiratete.
Contarini hatte eine im Zeitgeist auf alle Wissensgebiete ausgedehnte Vorliebe für die Physik und Naturwissenschaften, Mathematik, Astronomie, Musik, Architektur, Botanik, Medizin und ein Interesse sowohl an zeitgenössischen als auch an klassischen Sprachen.
Er beschloss erst in fortgeschrittenem Alter, sein Wissen in den Dienst der Republik zu stellen und sich für die Wahl in ein öffentliches Amt zur Verfügung zu stellen. Contarini wurde in das heikle Amt des Avogadore di Comun für die Amtszeit von 1547 bis 1549 gewählt und im folgenden Jahr wieder in dasselbe Amt berufen, obwohl er als eine Art Chefangkläger der Kommune mit seiner Strenge aneckte.
Im April 1551 wurde Contarini dann zum Riformatore allo Studio di Padova, zum „Reformator“ der Universität Padua gewählt, eine Position, in der er sich bemühte, das Niveau des Unterrichts der klassischen Sprachen zu verbessern, indem er neue Lehrer berief und ihnen höhere Gehälter anbot.
Von 1552 bis 1553 war er Finanzgouverneur. Im Januar 1554 wurde er in das Amt des Zensors gewählt und gleichzeitig in die Kommission von fünf Adligen berufen, die mit der Untersuchung der Amtsführung des verstorbenen Dogen Marcantonio Trevisan und der Revision der Gesetze beauftragt war.
Er bekleidete noch das Amt des Zensors, als der Senat am 21. August 1554 beschloss, ihn nach den turbulenten Erfahrungen mit Gerolamo Querini als Laien zum Patriarchen von Venedig zu wählen. Um entsprechende Vorgaben zu erfüllen, erhielt er in der folgenden Woche alle erforderlichen niederen sowie die höheren Weihen, einschließlich der Bischofsweihe.
Er hatte den Ruf einer absoluten Moral und völliger Freiheit von Machtspielen und parteiischen Interessen und erschien daher als der geeignete Mann, um die Erneuerung des Klerus voranzutreiben, ohne die juristischen Vorrechte oder Prärogativen der Republik zu beschädigen.
Als er jedoch am 7. Oktober 1554 feierlich das Amt übernahm, war er bereits durch eine Magenkrankheit geschwächt. Ohne einen bedeutenden pastoralen Akt vorweisen zu können, starb er am 25. Dezember des folgenden Jahres.